# Château de Marizy-Saint-Mard
Le château de Marizy-Saint-Mard est une ancienne maison forte, du 4e quart du XIIIe siècle, remanié aux XIVe, XVe et XVIIe siècles, dont les vestiges se dressent sur la commune de Marizy-Saint-Mard dans le département de l'Aisne en région Hauts-de-France.
Au titre des monuments historiques ; la porte d'entrée et les restes des remparts font l’objet d’une inscription par arrêté du 19 septembre 1928 ; le donjon fait l'objet d'un classement par arrêté du 21 mars 1930.

## Localisation
Le château de Marizy-Saint-Mard est situé dans le département français de l'Aisne sur la commune de Marizy-Saint-Mard.

## Description
La maison forte, de type turriforme, se présente de nos jours sous la forme d'un donjon quadrangulaire flanqué de quatre tourelles circulaires perchées au-dessus de contreforts plats. Les vestiges datent en parties du XIVe siècle, avec des remaniements aux XVIe et XVIIe siècles.

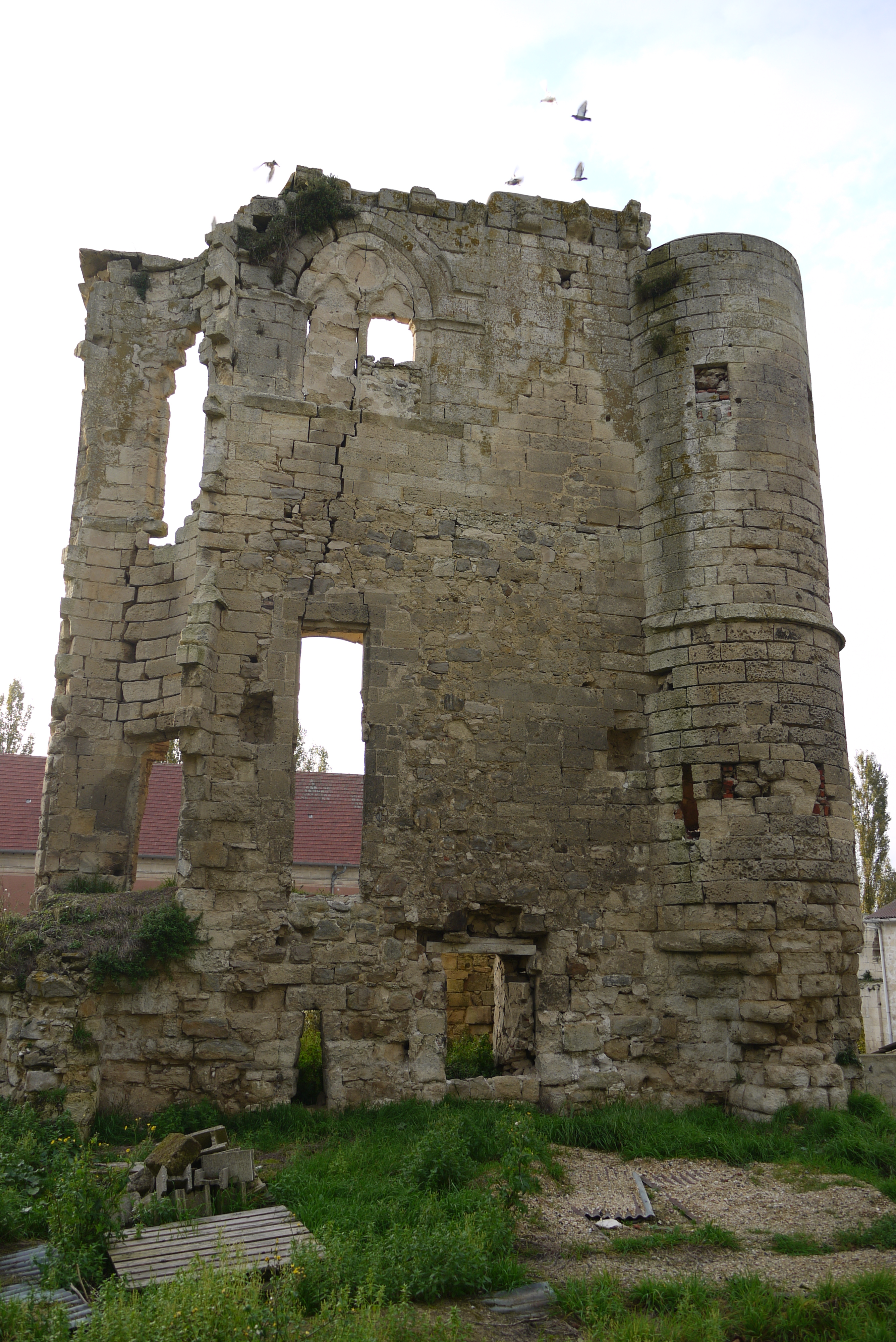
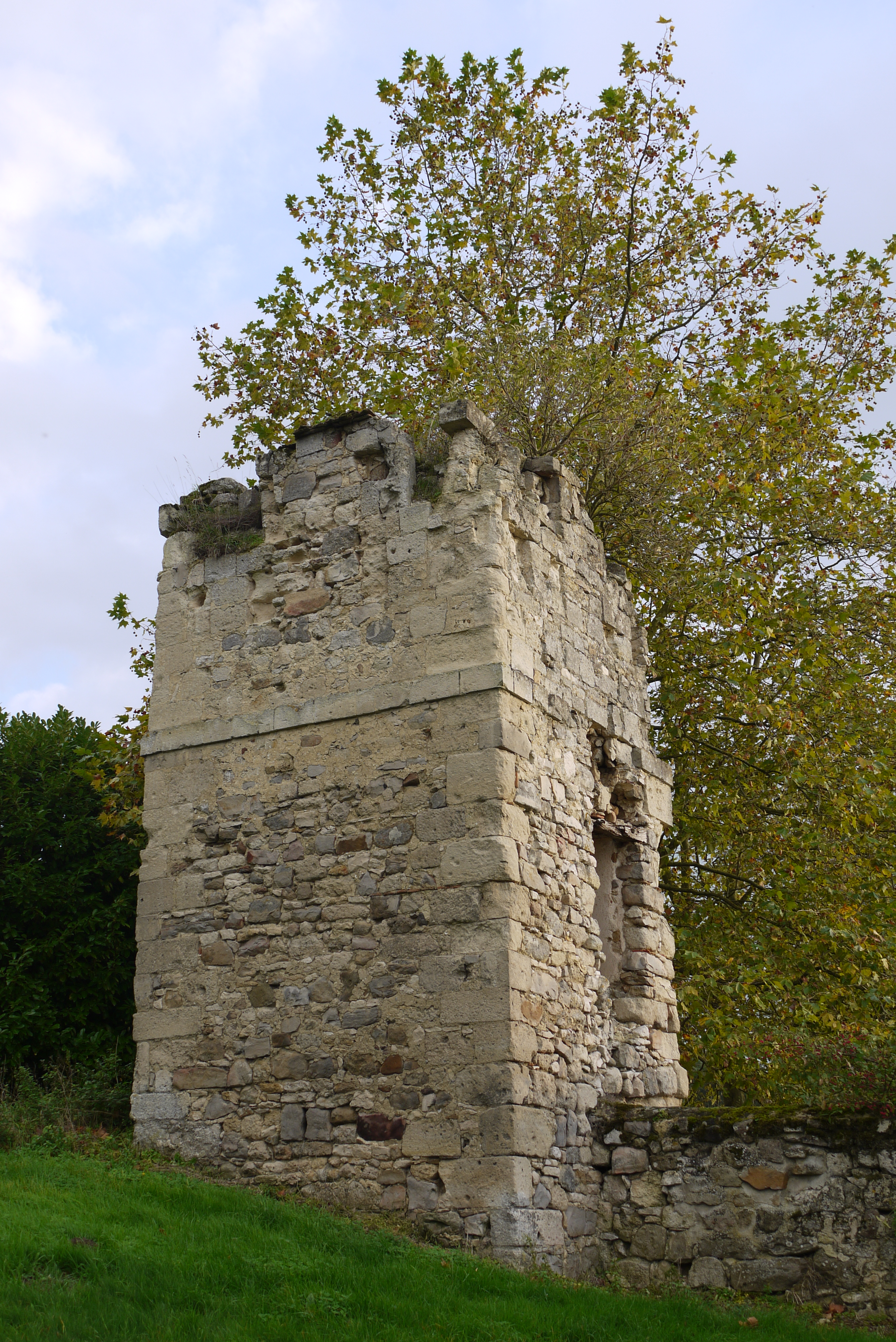
Les restes des remparts.